# Julie Ann Emery
Julie Ann Emery (Crossville, Tennessee, 16 de enero de 1975) es una actriz estadounidense de cine, teatro y televisión, reconocida por su participación en las series Preacher, como Lara Featherstone, y Better Call Saul, como Betsy Kettleman.

## Carrera
Emery inició su carrera a los 16 años apareciendo en producciones de teatro como A Funny Thing Happened on the Way to the Forum y Bye Bye Birdie. Ha trabajado en películas y series de televisión como ER, CSI: Miami, Taken, Commander in Chief, Line of Fire, Hitch, Dexter y Fargo. Interpretó el papel recurrente de Betsy Kettleman en la primera temporada de Better Call Saul, precuela de Breaking Bad.

## Vida personal
Emery está casada con el actor Kevin Earley. La pareja vive en Los Ángeles, California. De acuerdo con una entrevista para el podcast Can I Pet Your Dog?, Emery tiene un perro llamado "Baxter".

## Filmografía

### Cine
| Año  | Título                     | Papel           | Notas                    |
| ---- | -------------------------- | --------------- | ------------------------ |
| 2005 | Hitch                      | Casey Sedgewick |                          |
| 2006 | Gillery's Little Secret    | Abbie           | Corto                    |
| 2007 | Pictures of Hollis Woods   | Izzy Regan      | Telefilme                |
| 2008 | The Rainbow Tribe          | Lauren          |                          |
| 2008 | House                      | Leslie          |                          |
| 2012 | The History of Future Folk | Holly           |                          |
| 2013 | Movie 43                   | Claire          | Segmento: "Homeschooled" |
| 2017 | Gifted                     | Pat Golding     |                          |

### Televisión
| Año        | Título                                  | Papel                             | Notas                                             |
| ---------- | --------------------------------------- | --------------------------------- | ------------------------------------------------- |
| 2002       | Taken                                   | Amelia Keys                       | Miniserie                                         |
| 2003-2004  | Line of Fire                            | Agente de la FBI Jennifer Sampson | Personaje frecuente                               |
| 2006       | Ghost Whisperer                         | Dra. Penn Gorgan                  | Episodio: "Cat's Claw"                            |
| 2006       | Bones                                   | Janine O'Connell                  | Episodio: "Aliens in a Spaceship"                 |
| 2007       | October Road                            | Christine Cataldo                 | Episodio: "Once Around the Block"                 |
| 2007       | Army Wives                              | Sarah Belgrad                     | Episodio: "Independence Day"                      |
| 2007       | The Riches                              | GiGi                              | Episodio: "It's a Wonderful Lie"                  |
| 2008       | Dexter                                  | Fiona Camp                        | Temporada 3 - Episodio 4: "All in the family"     |
| 2009       | Cupid                                   | Riley                             | Episodio: "Live and Let Spy"                      |
| 2009       | Terminator: The Sarah Connor Chronicles | Enfermera Hobson                  | Episodio: "Some Must Watch While Some Must Sleep" |
| 2011       | Suits                                   | Vanessa                           | 2 episodios                                       |
| 2011       | Damages                                 | Tara Conway                       | 2 episodios                                       |
| 2014       | NCIS                                    | Erin Pace                         | Episodio: "Kill Chain"                            |
| 2014       | Unforgettable                           | Shelby Delson                     | Episodio: "Throwing Shade"                        |
| 2014       | Fargo                                   | Ida Thurman                       | 4 episodios                                       |
| 2015; 2022 | Better Call Saul                        | Betsy Kettleman                   | 5 episodios                                       |
| 2015       | Masters of Sex                          | Jo                                | 2 episodios                                       |
| 2015       | The Following                           | Nancy                             | 1 episodio                                        |
| 2016       | Major Crimes                            | Detective Stephanie Dunn          | 5 episodios                                       |
| 2016       | NCIS: New Orleans                       | Karen Hardy                       | Episodio "Means to and end"                       |
| 2017       | Christmas on the Coast                  | Dru Cassadine                     | Película Hallmark                                 |
| 2017–2019  | Preacher                                | Sarah Featherstone                | Personaje principal                               |
| 2019       | Catch-22                                | Marion Scheisskopf                | Recurrente                                        |
| 2020       | Bosch                                   | Agente Sylvia Reece               | 8 episodios                                       |
| 2022       | Five Days at Memorial                   | Diane Robichaux                   | Personaje principal                               |